# Onebala
Onebala is een geslacht van vlinders van de familie tastermotten (Gelechiidae).

## Soorten
- O. blandiella Walker, 1864
- O. brunneotincta Janse, 1954
- O. obsoleta Janse, 1954
- O. probolaspis Meyrick, 1929
- O. semiluna Janse, 1954
- O. zulu (Walsingham, 1881)